# انتخابات پارلمان اروپا در فرانسه (۲۰۱۹)

توزیع مجلس نمایندگان پارلمان اروپا از تاریخ ۵ ژانویه ۲۰۱۸

توزیع مجلس نمایندگان توسط حزب ملی به تاریخ ۵ ژانویه ۲۰۱۸

انتخاب هیئت نمایندگان فرانسه برای پارلمان اورپا ۲۰۱۴

انتخابات پارلمان اروپا در فرانسه (۲۰۱۹) در ماه مه ۲۰۱۹ اعضای نهمین هیئت نمایندگی فرانسه در پارلمان اروپا و همچنین اتحادیه اروپا تعیین می‌شوند؛ و انتظار برخی تغییرات به نسبت انتخابات ۲۰۱۴ وجود دارد. از جمله لغو حوزه‌های انتخاباتی منطقه، بازگشت به لیست‌های ملی، افزایش تعداد کرسی‌های فرانسوی از ۷۴ به ۷۹ و امکان اضافه کردن لیست‌های انتخاباتی فراملی پس از خروج انگلیس از اتحادیه اروپا.